# Grijs paapje
Het grijs paapje (Saxicola ferreus) is een zangvogel die behoort tot de familie vliegenvangers.

## Kenmerken
Deze 15 cm lange vogel heeft een verenkleed met een grijsbruine bovenzijde en een witte onderzijde.

## Verspreiding en leefgebied
Deze soort komt voor van de Himalaya tot oostelijk China en noordwestelijk Vietnam.